# Vierdaagsefeesten

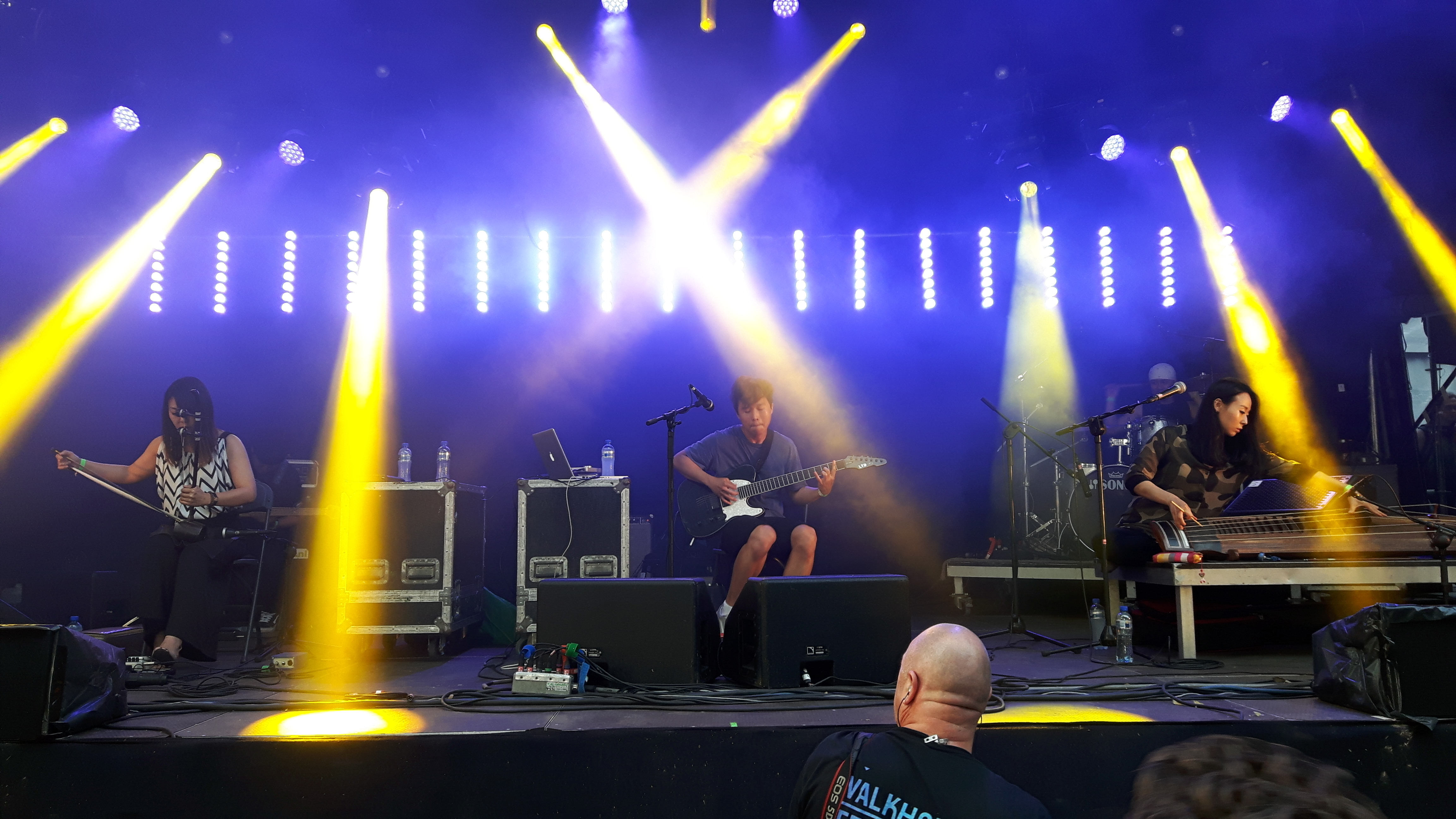
Jambinai tijdens de Vierdaagsefeesten 2016 op het Valkhof

De Nijmeegse Vierdaagsefeesten zijn een jaarlijks terugkerend evenement dat sinds 1970 gehouden wordt in de week van de Nijmeegse Vierdaagse. Dat is meestal de derde volle week van juli. 
Tot 1998 stond het evenement algemeen bekend als de Zomerfeesten, maar die naam is vervangen door de huidige, om voor de buitenstaanders de link met de wandelmars zelf te vergroten. In de volksmond spreekt men soms nog wel van "de zomerfeesten".

## Geschiedenis
Als voorganger van het huidige evenement wordt de Lentejool gezien, die in april 1953 voor het eerst gehouden werd. Naar aanleiding van de watersnoodramp van dat jaar werd het carnaval afgelast. In juist datzelfde jaar zou in Nijmegen voor het eerst een carnavalsoptocht gehouden worden voor het eerste lustrum van carnavalsvereniging 'De Blauwe Schuit'. Op initiatief van fotohandelaar Nico Grijpink, die eind 1952 tot de eerste Nijmeegse Prins Carnaval benoemd was wat hij tot 1959 zou blijven, werd van 18 tot 20 april een alternatief carnavalsfeest gevierd met optocht en boerenbruiloft. De eerste editie trok 150.000 bezoekers. De Lentejool, die naar mei verschoof, werd driemaal georganiseerd en de editie van 1957 werd integraal uitgezonden door het polygoonjournaal. De organisatie leed echter verlies en in combinatie met slecht weer bij de edities in 1957 en 1958, wat tot tegenvallende bezoekersaantallen leidde, betekende dat het einde van de Lentejool.
Grijpink was in 1969, samen met kapper John Bertine (artiestennaam van Johannes van 't Veen) en Charles de Mari, ook initiatiefnemer tot de organisatie van de zomerfeesten. Dat jaar richtten zij het Actie Comité Binnenstad Nijmegen (ACBN) op. In 1970 namen zij met andere middenstanders het initiatief tot de organisatie van de eerste kleinschalige feesten waarbij met name muziekkorpsen ingezet werden en er een pendeldienst voor militairen naar Heumensoord ingesteld werd. 
De eerste editie trok 16.000 bezoekers. In 1971 werd voor het eerst het vuurwerk 'De Waal in Vlammen' georganiseerd. Sinds 1973 worden de zomerfeesten steevast de zaterdag voor tot en met de slotdag van de vierdaagse gehouden.
De feesten gingen geregeld gepaard met relletjes en onrust. Zo probeerden relschoppende jongeren in 1983 met geweld homocafé 't Bakkertje aan de Van Welderenstraat binnen te dringen, waarbij een molotovcocktail naar binnen werd gegooid. Er vielen gewonden, maar de politie greep pas in nadat zij zelf werd aangevallen. Naar aanleiding hiervan ontstond een apart roze feest, dat sinds 2002 Roze Woensdag heet.
In 2020 en 2021 moest de Nijmeegse Vierdaagse worden afgelast vanwege de coronapandemie. Hierdoor vervielen ook de Vierdaagsefeesten in deze twee jaren.
In 2025 besloot de gemeenteraad van Nijmegen, op aandringen van de Stichting Vierdaagsefeesten, tot een verbod op de verkoop van alcohol in het centrum tijdens de feesten, met het oog op het tegengaan van alcoholmisbruik. Alleen de horecagelegenheden mochten nog alcohol schenken.

## Optredens
Tijdens dit evenement treden er in de gehele binnenstad van Nijmegen diverse artiesten op, in zeer uiteenlopende muziekstijlen. Jaarlijks trekken de Nijmeegse Vierdaagsefeesten ongeveer 1,5 miljoen bezoekers in 7 avonden. Het recordaantal mensen dat de feesten bezocht staat op 1.625.000 bezoekers in 2019. 
Er staan grote podia met popmuziek op de Grote Markt, in de Molenstraat, op het Mariënburgplein/Faberplein, Plein 1944 en het Kelfkensbos. In het Kronenburgerpark is sinds 2022 een podium voor elektronische muziek, dit was tot 2019 een podium voor jazz en wereldmuziek. Op het Joris Ivensplein wordt Nederlandstalige schlagermuziek gespeeld. Valkhof Festival (voorheen de-Affaire) is gedurende de week in het Valkhof te vinden met voornamelijk rock en alternatieve muziek; discotheek The Matrixx organiseert naast het hoofdpodium op de Waalkade ook een dance-event in het Hunnerpark. Aan de overkant van de Waal wordt het Festival op het Eiland gehouden, voorheen Habana aan de Waal.
Volgens traditie wordt op zondagavond een groots vuurwerk ontstoken vanaf de Waal ("Waal in Vlammen"). In 2012 en 2013 ging dit niet door wegens herstelwerkzaamheden aan de Waalkade. In 2014 werd het vuurwerk op dinsdagavond afgestoken, echter vanaf 2015 is dit verplaatst naar de zondagavond zodat ook de wandelaars naar het event zouden kunnen komen. 
Een ander traditioneel optreden is het gevelconcert op de Grote Markt, dat op de zondagavond gehouden wordt. Dit concert werd in 1983 voor het eerst gehouden in de Molenstraat en verhuisde in 1987 naar de Grote Markt. In 2015 werd dit geannuleerd vanwege het verplaatste vuurwerk, maar vanaf 2017 werd het weer hervat.
De woensdag staat met Roze Woensdag in het teken van acceptatie en diversiteit.